# Cleora albobrunneata
Cleora albobrunneata är en fjärilsart som beskrevs av Fletcher 1953. Cleora albobrunneata ingår i släktet Cleora och familjen mätare. Inga underarter finns listade i Catalogue of Life.